# エイボンデール造船所
エイボンデール造船所(Avondale Shipyard)は、かつてアメリカ合衆国のルイジアナ州に存在した造船所。
エイボンデール造船所はリットン・インダストリーズ社に買収され、インガルス造船所と共にノースロップ・グラマンの造船部門ノースロップ・グラマン・シップ・システムズの一部門となっていたが、2014年10月に閉鎖された。
造船所はミシシッピ川西岸、ニューオーリンズから20マイル上った地点のウェストウィーゴー近くにあり、1980年代初めにはアイオワ級戦艦の近代化を行った。同造船所はかつて約2万6,000名を雇用し、ルイジアナ州で最大の企業であった。

## 主な建造艦
- ホイッドビー・アイランド級ドック型揚陸艦
- ハーパーズ・フェリー級ドック型揚陸艦
- サン・アントニオ級ドック型輸送揚陸艦
- シマロン級給油艦
- ヘンリー・J・カイザー級給油艦
- ボブ・ホープ級車両貨物輸送艦
- ハミルトン級カッター
- ノックス級フリゲート